# Чарушин, Валерий Николаевич
Вале́рий Никола́евич Чару́шин (род. 10 мая 1951, Еланский, Свердловская область) — советский и российский химик. Академик РАН (с 2003 года), председатель Президиума УрО РАН. Директор Института органического синтеза имени И. Я. Постовского УрО РАН. Лауреат Государственной премии РФ в области науки и технологий.

## Биография
В. Н. Чарушин родился 10 мая 1951 года в посёлке Еланский, Камышловского района Свердловской области. 
В 1973 году окончил с отличием Уральский государственный технический университет и аспирантуру при кафедре органической химии. В 1976 году защитил кандидатскую диссертацию «Замещение водорода в азиниевых катионах ароматическими нуклеофилами», а в 1987 — докторскую.
30 мая 1997 года избран членом-корреспондентом РАН по Отделению общей и технической химии (органическая химия), с 22 мая 2003 года — академик РАН. Председатель Уральского отделения РАН (2008—2022), вице-президент РАН (2013—2022).
С 2004 по 2021 год — директор Института органического синтеза (ИОС) имени И. Я. Постовского. 
Входит в состав редколлегий журналов «Успехи химии», «Mendeleev Communications», «Известия академии наук, серия химическая», «Вестник Уральского отделения РАН».

## Научные достижения
Основные работы выполнены в области химии гетероциклических соединений, один из лидеров в области направленного синтеза биологически активных веществ. Так, под его руководством разработана асимметрическая схема синтеза левофлоксацина, основанная на кинетическом разделении энантиомеров.
Является автором более 600 научных работ, включая ряд монографий, более 50 обзоров и 70 изобретений. Имеет более 8000 цитирований своих работ. Индекс Хирша — 39.

## Награды
- Орден «За заслуги перед Отечеством» IV степени (2012)[4];
- Орден Александра Невского (2024)[6][4];
- Орден Почёта (2008)[4];
- Медаль ордена «За заслуги перед Отечеством» II степени (2001);
- Государственная премия Российской Федерации (2011) — за крупный вклад в развитие органического синтеза, разработку инновационных технологий производства лекарственных средств и материалов, в том числе специального назначения[7][3][4];
- Российская Премия Галена[фр.] в 2016 году в категории «Лучшее исследование в России» за разработку противовирусного препарата триазавирина (риамиловира) (совместно с О. Н. Чупахиным и В. Л. Русиновым)[8];
- Международная премия имени В. В. Марковникова (2022) - за выдающийся вклад в области органической химии [11].
- Демидовская премия (2023) — за выдающийся вклад в развитие химии гетероциклических соединений и новых технологий органического синтеза[9].
- Почётный гражданин Екатеринбурга (2012)[10][3].
- Почётный доктор УрФУ (2011)[4].
- Почетный доктор ЮФУ (2020).